# 网络交换子系统
网络交换子系统（Network Switching Subsystem，简称：NSS）又称GSM核心网（GSM Core Network），是GSM系统的一个组件，它为基站网络上的移动电话漫游（mobile phones roaming）实现电话交换（call switching）和移动性管理（mobility management）功能。它为移动电话运营商（mobile phone operators）所拥有并部署，允许移动设备与各个其它的电话，在更为广泛的公共交换电话网（PSTN）中进行通信。该架构包含一些因为电话并非固定在一处，因而必须具有的特定的特性和功能。
NSS原本由电路交换（circuit-switched）核心网（Core Network）组成，被用于传统GSM业务，例如语音呼叫（voice calls）、短信，以及电路交换数据（circuit switched data）呼叫。它已经被扩展，由一个更外层的架构所覆盖，以便提供分组交换数据业务（packet-switched data services），被称为GPRS核心网。这允许移动电话可以访问诸如WAP、MMS和因特网这样的服务。

## 移动交换中心（MSC）

### 描述
移动交换中心（Mobile Switching Center）是GSM/CDMA的主要业务交付节点（Service Delivery Node），负责语音呼叫和短信，以及其它业务（例如电话会议、传真，以及电路交换数据）的路由。
MSC建立（set up）和拆除（release）端到端连接，在呼叫过程中，处理可移动性和切换（hand-over）需求，并处理计费和实时预付费账户监视。
在GSM移动电话系统中，与早期的模拟业务（analogue services）相比，传真和数据信息被直接以数字编码后的形式发送给。仅仅是在，它被重新编码为一个“模拟”（analogue）信号（尽管实际上这将几乎完全意味着声音在一个64-的时隙中被数字编码为脉冲编码调制信号，在美国被称为一个零号数字信令）。
在不同的上下文中，存在各种不同的叫法，这也反映了它们在网络中的复杂角色。尽管所有这些术语都可以是指同一台，但是在不同的时候做的是不同的事情。

#### 网关移动交换中心
网关MSC（Gateway MSC）是这样一个：它确定被叫签约用户目前正位于哪个拜访（visited）。它也与公共交换电话网进行接口。所有的行動裝置對行動裝置呼叫，以及對行動裝置呼叫，都被通过一个路由。这个术语仅在一个呼叫的上下文中有效，因为任何一个都可能同时提供网关功能和拜访功能。然而，一些制造商会设计专用的大容量，不负责与任何基站子系统（BSS）连接。这些对于它们所处理的大部分呼叫来说都是。

#### 拜访移动交换中心
拜访MSC（Visited MSC）是客户当前正在位于的。与该相关联的VLR将拥有该签约用户的数据。

#### 锚附移动交换中心
锚附MSC（anchor MSC）是发起切换的。

#### 目标移动交换中心
目标MSC（target MSC）是将要切换到的。

#### 移动交换中心服务器
一个移动交换中心服务器（Mobile Switching Center Server，简称）是从开始的，对概念进行的重设计中的一部分。是的一个软交换变种（soft-switch variant），它为漫游到它所服务的区域的移动电话提供电路交换的主叫（calling）移动性管理和业务。功能使得控制（信令）和用户平面能够分离（网元中的集合信道被成为媒体网关/），从而保证了网络中的网元的更好的布置。
和 多媒体网关（Media Gateway）使得通过使用网际协议、ATM以及进行交换的跨连接（cross-connect）交换呼叫成为可能。更多信息可以在23.205中可以被找到。

### 连接到MSC的其它GSM核心网网元
MSC连接到如下的网元：
- 归属位置寄存器，用于获取关于该SIM卡和MSISDN（即电话号码）的数据。
- 基站子系统（Base Station Subsystem），处理与2G和2.5G移动电话之间的无线电通信。
- UMTS陆地无线电接入网（UMTS Terrestrial Radio Access Network），处理与3G移动电话的无线电通信。
- 拜访位置寄存器，当签约用户用户位于其归属网络之外时，提供签约用户的信息。
- 其它MSC动作，例如切换。

### 实现的动作
MSC实现的动作包括：
- 根据来自VLR的信息，当呼叫到达时，将其投送给签约用户
- 将出向呼叫连接到其它的移动签约用户或PSTN
- 将来自签约用户的短信投送到短信中心，反之亦然。
- 安排从一个BSC到另一个的切换。
- 实现从一个到另一个的切换。
- 支持补充业务，例如电话会议和呼叫保持。
- 生成计费信息。

## 归属位置寄存器（HLR）
归属位置寄存器是一个中心数据库，包含被授权使用核心网的各个移动电话签约用户的详细信息。每个公共陆地移动网络中都可以有多个逻辑的或物理的，但是一个IMSI/MSISDN配对，在同一时间只能被关联到一个逻辑（可能横跨多个物理节点）上。
HLR存储移动电话运营商所发行的每个SIM卡的详细信息。每个都有一个唯一的识别码，称为“国际移动用户识别码”，它是每条记录的主键。
另一个关联到SIM的重要数据项就是移动台国际用户识别码，它是移动电话发起和接收呼叫所使用的电话号码。主是用于发起和接收语音呼叫和短信的号码，但是一个有可能拥有第二个和它关联，用于传真和数据呼叫。每个也是记录的一个主键。只要一个签约用户还是该移动电话运营商的一个用户，就会有数据存储。
HLR中的一条IMSI记录存储的其它数据的例子：
- 该签约用户已经请求或已经被授予的业务。
- GPRS设置，以允许该签约用户接入分组服务。
- 签约用户的当前位置（VLR和SGSN）。
- 对于每个被关联的的可用的呼叫转移（也称）设置。

直接接收并处理来自网络中的网元的MAP事务和消息，例如当一个移动电话来回漫游的时候，收到“位置更新”消息。

### 连接到HLR的其它GSM核心网网元
与如下的网元相连：
- GMSC，用于处理入向呼叫。
- 拜访位置寄存器，用于处理来自移动电话的请求，以附着到网络上。
- SMSC，用于处理入向短信。
- 语音信箱系统，用于项移动电话发送一个通知，告知有一个消息正在等待中。
- 鉴权中心，用于鉴权、加密和交换数据（三元组）。

### 实现的动作
的主要功能是管理SIM和电话经常到处移动这个事实。实现了如下动作来处理它们（procedures implemented）：
- 通过在被称为“位置区域”（location areas）管理区域中更新签约用户的由一个来标识的位置，来管理他们的可移动性。一个用户从一个移动到另一个的动作，被以一个位置区域更新过程（Location area update procedure）来跟踪。
- 当一个签约用户首次漫游到某地的时候，向那里的VLR或SGSN发送签约用户数据。
- 在GMSC或SMSC与签约用户的当前VLR之间充当消息中间人（broker）的角色，允许投送入向呼叫或文本消息。
- 当一个签约用户从之前的VLR上漫游离开时，把他的数据删除。
- 负责所有与相关的查询（即，对于调用，应当给出或应答）

## 鉴权中心（AuC）

### 描述
鉴权中心（Authentication Center，简称：AuC）是一个对各个对GSM核心网的连接的尝试（通常是在电话开机的时候进行）的SIM卡进行鉴权的功能。一旦鉴权成功，HLR就被允许管理该SIM以及上面描述的服务。一个密钥（encryption key）也被生成，它将随后被用于加密所有的移动电话和GSM核心网之间的无线通信（语音、短信，等等）。

如果鉴权失败，则对于那个SIM卡和它所尝试的移动电话运营商来说，没有任何业务是可用的。在下面的EIR一节描述了另一个的附加的对该移动电话的序列号进行的身份识别的形式，但是这与AuC处理无关。

在AuC之中和之外的安全性的正确实现，是运营商避免SIM克隆的一个关键部分。

AuC不直接参与鉴权过程，而是生成被称为“三元组”（tiplets）的数据，供MSC在这个过程中使用。该处理的安全性依赖于AuC和SIM之间的共享密钥（shared secret），称为“Ki”。Ki在制造SIM卡的时候被秘密地烧制在其中，同时被安全地复制到AuC中。这个Ki从不会被在AuC和SIM之间传输，但是会被关联到IMSI来产生一个挑战/响应（challenge/response）用于身份识别，以及一个被称为“Kc”的密钥（encryption key）来在空中通信上使用（air communications）。

### 连接到AuC的其它GSM核心网网元
AuC连接到如下的网元：
- MSC，用于在之前数据已经被使用过后，为一个IMSI请求新的一批三元组数据（triplet data）。这样确保相同的密钥和挑战应答对于一个特定的移动电话不会被使用两次。

### 实现的动作
AuC为每个IMSI存储如下的数据：
- Ki
- 算法ID（标准的算法被称为A3或A8，但是运营商可能会使用一个私有的算法）。

当MSC向AuC询问一个特定IMSI的新的一个三元组集合的时候，AuC首先生成一个被称为“RAND”的随机数。这个RAND随后被关联到Ki来生成如下两个数字：
- Ki和RAND被送入A3算法，而“签名响应”（signed response，SRES）被算出。
- Ki和RAND被送入A8算法，而被称为Kc的会话密钥被算出。

号码（RAND, SRES, Kc）形成一个三元组，被发回给MSC。当一个特定的IMSI请求接入GSM核心网时，MSC将三元组的RAND部分发送给SIM。该SIM将这个号码，以及Ki（烧制在SIM中的）送入适当的A3算法，而SRES被算出并发回给MSC。如果SRES匹配在三元组中的SRES（如果是一个合法的SIM的话，就应该匹配），则该移动电话就被允许附着（attach），并继续使用GSM业务。

在成功鉴权之后，MSC向基站控制器（Base Station Controller，简称：BSC）发送密钥Kc，这样所有的通信都可以被加密和解密。当然，移动电话可以通过将鉴权期间所提供的相同的RAND和Ki一同送入A8算法，来自己生成Kc。

AuC通常和HLR一起布置，尽管这不是必须的。尽管这个过程对于大部分的日常使用来说是安全的，但它不保证不被突破。因此一个新的安全性措施被为3G电话而设计。

在实践中，A3和A8算法通常被用于加密GSM蜂窝通信（称为A3/A8，参见COMP128）。按照3GPP TS 43.020（在Rel-4之前是03.20）中的定义，一个A3/A8算法被在SIM和GSM网络AuC中被实现。它被用于对客户进行鉴权，并生成一个密钥，来加密语音和数据流量。尽管有现成的实现A3和A8算法的例子，但它们的开发被认为是各个独立的GSM网络运营商的事情。為了加密全球移動通訊系統 （GSM） 蜂窩通信，使用了A5演算法。

## 拜访位置寄存器（VLR）

### 描述
拜访位置寄存器（Visitor Location Register，简称：VLR）是一个数据库，用于存储漫游到一个MSC所提供服务的范围的签约用户的数据。网络中的每个主要基站都严格地仅由一个VLR来提供服务（在MSC池的情况下，一个BTS可能由多个MSC提供服务），因此一个签约用户不会同时出现在超过1个VLR上。

存储在VLR中的数据要么接收自HLR，要么从MS（移动台，英文：Mobile Station）采集。实践中，由于性能原因，大部分供应商将VLR与VMSC集成在一起，即使没有这么做，VLR也被通过适当的接口，紧密地与MSC联系在一起。不论何时，一旦MSC发现它的网络中出现了一个新的MS，除了在VLR中创建一条新的记录之外，它还更新该移动签约用户的HLR，将该MS的新位置告知它。如果VLR数据被损坏，可能会导致短信和呼叫业务的严重问题。存储的数据包括：
- IMSI
- 鉴权数据
- MSISDN（手机号）
- 该用户被允许访问的GSM业务
- 签约的接入点（GPRS）
- 该签约用户的HLR地址

### 连接到VLR的其它网元
VLR连接到如下网元：
- VMSC，为它的操作传递数据；例如：鉴权，或呼叫建立。
- HLR，为附着到它的服务区域的移动电话请求数据。
- 其它VLR，当该移动电话漫游到新的VLR区域时，用于传输它们的临时数据。例如：临时移动签约用户识别码（TMSI，英文：Temporary Mobile Subscriber Identity）

### 实现的操作
VLR的主要功能是：
- 通知HLR，一个签约用户已经抵达该VLR所覆盖的特定区域
- 当没有呼叫正在进行时，在该VLR区域（位置区域）内追踪该签约用户。
- 允许或不允许签约用户可能使用的业务。
- 当处理入向呼叫时，分配漫游号码。
- 当一个签约用户在处于该VLR区域内期间状态变为不活跃（inactive）时，清除该签约用户的记录。当超过一定时间都一直不活跃时，VLR删除该签约用户的数据，并通知HLR（例如，当该电话被关机并弃置不用，或当该签约用户被移动到一个没有信号覆盖的区域超过很长时间）。
- 当一个签约用户明确地移动到其它VLR时，遵照HLR的要求，删除该签约用户的记录。

## 设备身份寄存器（EIR）
设备身份寄存器（Equipment Identity Register，简称：EIR）是一个数据库，存储关于移动设备的身份相关的訊息，以防止来自被盗的、未授权的或有缺陷的移动台的呼叫。MSC、SGSN、MME等网元向EIR发送相关请求。EIR关于设备身份的应答结果有以下几种
- 白名单：准许该设备注册到网络
- 黑名单：禁止该设备注册到网络
- 灰名单：暂时允许该设备注册到网络
- “未知设备”（unknown equipment）错误

MSC、SGSN、MME等交换设备必须依据EIR的回应来决定是否允许设备注册或重新注册到网络。对灰名单和未知设备错误的处理在标准文档中缺乏明确的描述，因此很少被EIR实际使用。
EIR通常会将失窃或丢失的设备的IMEI记录到IMEI黑名单里。而禁止特定类型终端设备的操作通常是政府的法律的结果，EIR被交付给运营商时通常默认对所有终端的请求返回白名单结果。如果法律要求禁止特定类型的终端设备，通常在该国家会有一个中心EIR（Central EIR），各运营商的EIR与之集成，以获取需要禁止的设备信息。
有些国家的运营商可能会有特殊的需求。例如哈萨克斯坦要求SIM卡和手机必须绑定，但又允许用户把SIM卡放入新设备之后通过特定的服务号码去绑定新手机。所以当手机的IMSI和IMEI不对应时，手机仅被允许做限定的操作：呼叫特定的服务号码、向特定的服务号码发短信、将对因特网的访问重定向到特定服务页面。该功能的实现需要EIR向其他网元发送命令。
一些EIR同时有能力对手机请求尝试记录日志，并将其保存在一个日志文件中。EIR通常和HLR集成在一起。EIR保留一个要被本网络禁止或监视移动电话列表（由IMEI来区分）。这个被设计为允许对被盗电话的追踪。理论上，关于所有被盗移动电话的所有数据都应当通过一个中心EIR被分发到全世界所有的EIR。但是，很明显，在一些国家没有运营这项业务。EIR数据不必要实时更新，也就意味着此功能不必像HLR功能达到那么高的分布式程度。

## 其它支撑功能

### 计费中心（BC）
计费中心（Billing Center，简称：BC）负责处理由VLR和HLR生成收费单（toll tickets），并为每个签约用户生成一个账单。它也负责为漫游签约用户生成账单数据。

### 短信中心（SMSC）
短信中心（Short Message Service Center，简称：SMSC）支持短信的发送和接收。

### 多媒体消息中心（MMSC）
多媒体消息中心（Multimedia Messaging Service Center，简称：MMSC）支持向（或从）能够使用多媒体消息（MMS）的手机发送（或接收）多媒体数据（例如，图片、音频、视屏，以及其它组合）。

### 语音信箱系统（VMS）
语音信箱系统（VoiceMail System）记录并存储语音留言。

### 合法监听功能
根据美国法律，也被照搬到许多其它国家，尤其是欧洲，所有的电信设备都必须提供设施用于对被选中的用户的呼叫进行监听。必须有一定程度的支撑，以便它能被建立在任何不同的网元中。按照相关的美国法律，“合法监听”的概念也被称为“通信协助执法法”（Communications Assistance for Law Enforcement Act，简称：CALEA）。基本上，合法监听的实现和电话会议的实现类似。当A和B在相互谈话时，C可以进入这个通话，并静默地收听。